# Huslia

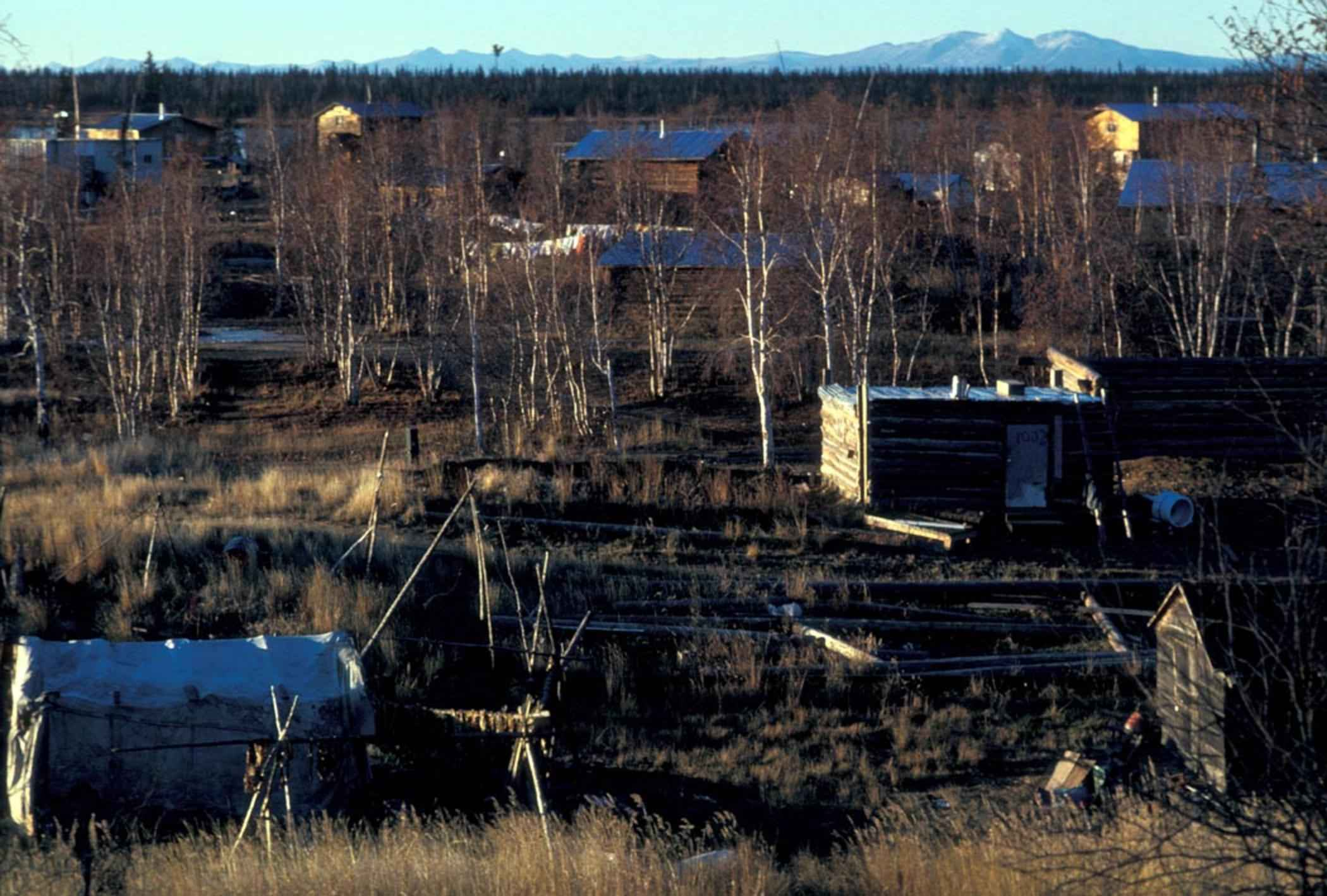

Huslia est une localité d'Alaska aux États-Unis, dans la Région de recensement de Yukon-Koyukuk. Au recensement de 2010 sa population était de 275 habitants.

## Situation - climat
Elle est située sur la rive nord de la rivière Koyukuk à 274 km de Galena et à 467 km à vol d'oiseau de Fairbanks, à l'intérieur du Refuge faunique national de Koyukuk.
Les températures extrêmes sont de −54 °C en janvier à 32 °C en juillet.

## Histoire
Les Athabascans vivaient entre le bras sud de la rivière Koyukuk et la rivière Kateel, se déplaçant entre différents camps pour suivre les migrations du gibier. L'été, de nombreuses familles pêchaient le saumon dans le fleuve Yukon, et pratiquaient le commerce avec les Eskimos de la rivière Kobuk. En 1843, les explorateurs russes avaient établi des contacts avec ces populations. La Western Union avait aussi exploré les abords de la rivière en 1867 ainsi que les missionnaires aux alentours de 1870.
Un comptoir avait été ouvert en 1920 à 6 km par voie de terre et 26 km par voie fluviale de l'actuel emplacement d'Huslia. En 1949, la communauté quitta les abords de ce comptoir à cause des fréquentes inondations et des sols marécageux. Huslia, appelée auparavant Huslee a été nommée en référence au cours d'eau voisin, la rivière Huslia, affluent de la rivière Koyukuk.
En 1950, la première école a été construite, suivie par la poste, l'aérodrome et la route, en 1952. C'est à partir de cette date que les familles se sédentarisèrent à Huslia. En 1960, une clinique a été ouverte, et en 1963, les premières pompes à eau ont été installées. Mais l'eau courante dans les habitations n'est arrivée qu'en 1974.
Les habitants pratiquent une économie de subsistance à base de chasse, de pêche et de cueillette.

## Démographie
| 1950 | 1960 | 1970 | 1980 | 1990 | 2000 | 2010 | - |
| ---- | ---- | ---- | ---- | ---- | ---- | ---- | - |
| 65   | 168  | 159  | 188  | 207  | 293  | 275  | - |